# فادي شربل
فادي شربل  (17 سبتمبر 1978 -) ممثل كوميدي ومقدم برامج لبناني.

## حياته ومشواره المهني
بدأ مشواره في المسرح بعدها تلقى عرضا للعمل في المؤسسة اللبنانية للإرسال في برامج للأطفال منها ديدي وجوجو و كيف وليش حيث جسد شخصية جوجو الكلون أو المهرج بعدها شارك في تقديم برامج الألعاب الشبابية إضافة للمسلسلات الكوميدية
تعرف فادي على زوجته كارين رزق الله في أيام الجامعة وتزوجا في العام 1999 بعد قصة حب دامت خمسة سنوات ورزق منها ببنتينوفي مارس 2022 أعلنت انفصاله عنهفي نوفمبر 2017 شارك في برنامج ديو المشاهير بموسمه الخامس على شاشة إم تي في اللبنانية لدعم إحدى المؤسسات الخيرية

## أعماله
جميع أعماله من إنتاج المؤسسة اللبنانية للإرسال وعرضت حصريا على شاشتها

### في التمثيل
- (2022): جيران
- (2018):قدح وجم
- (2014 -2017): كتير سلبي شو برنامج
- (2011): مدام بامبينو فيلم
- (2007): عيلة ع فرد ميلة 2،3،4
- (2005): انا ومرتي؛ مرتي و انا فادي مسلسل
- (2005): مرتي وبنتي وأنا مسلسل
- (2001): لماذا على قناة واو
- (1997): مشاوير الفوازير
- (1993-2001): كيف وليش،جوجو الكلون
- (1991-1992): ديدي وجوجو

### في التقديم
- its show time ،برنامج صباحي مع زوجته، صوت الغد
- قسمة ونصيب
- مين قدك مع كارين دير كالوستيان
- كوميكاز مع رين سبتي
- فتنا بالحيط  مع تاتيانا مرعب رمضان 2022 قناة الجديد[4]

### في التأليف
- (2011): مدام بامبينو
- (2007): عيلة ع فرد ميلة
- (2005): انا ومرتي

## روابط خارجية
- فادي شربل على موقع قاعدة بيانات الأفلام العربية